# أرقطيون متوسط
أرقطيون متوسط (الاسم العلمي: Arctium intermedium) هي نوع نباتي يتبع جنس الأرقطيون من فصيلة النجمية.